# Свято-Миколаївський храм (Нові Кодаки)
Свято-Миколаївський храм, Миколаївська церква в Кодаках — пам'ятка архітектури національного значення, будівництво якої було здійснено у 1807-1810 році. Розташовано у прибережній частині Нових Кодак у Новокодацькому районі міста Дніпро за адресою: Фортечна вулиця (колишня Жовтенят), 108. Належать до Української православної церкви Московського патріархату. Охоронний номер пам'ятки — 1078.

## Історія

### Передісторія та побудова церкви
Миколаївська церква є найдавнішою церковною будівлею у місті Дніпрі, яка була створена на початку ХІХ століття. До того, на її місці розташовувалась козацька церква, побудова якої датується 1640 роком.
Попередній храм був дерев'яним. В Миколаївській церкві знаходилась чудотворна ікона Божої Матері. В житті козаків ця реліквія мала велике значення. Вважалось, що саме завдяки святині, вони змогли врятуватись в одному зі своїх походів. Наприкінці XVIII століття у поселенні Новий Кодак значно збільшилась чисельність населення. В історичних джерелах містяться підтвердження того, що відбулось значне пожвавлення торговельних операцій та на новий етап розвитку вийшла промисловість. Для багатьох міських справ у той час були створені сприятливі умови. У 1800 році Свято-Миколаївський храм, який був побудований з дерев'яних матеріалів, почав потребувати ремонтних робіт. В цей історичний період, згідно з розпорядженням влади, будівництво дерев'яних споруд заборонялось. У 1801 році був отриманий дозвіл та благословення на побудову нового кам'яного храму замість існуючого дерев'яного. Дозвіл був наданий архієпископом Новоросійським та Катеринославським Афанасієм. 25 серпня 1804 роком датована видача грамоти на будівництво храму. Дата завершення будівництва є спірною. За результатами деяких джерел храм був вже побудований у 1807 році, проте інші літописи свідчать, що у 1807 році була освячена територія під будівництво церкви протоієреєм Іоанном Станіславським. На території, яка була відведена під будівельні роботи, встановили хрест. А будівництво церковної споруди було завершено в 1810 році. У офіційних джерелах відсутні згадки щодо подій, які відбувались у храмі після його будівництва та упродовж ХІХ століття.

### Пам'ятка у XX та XXI століттях

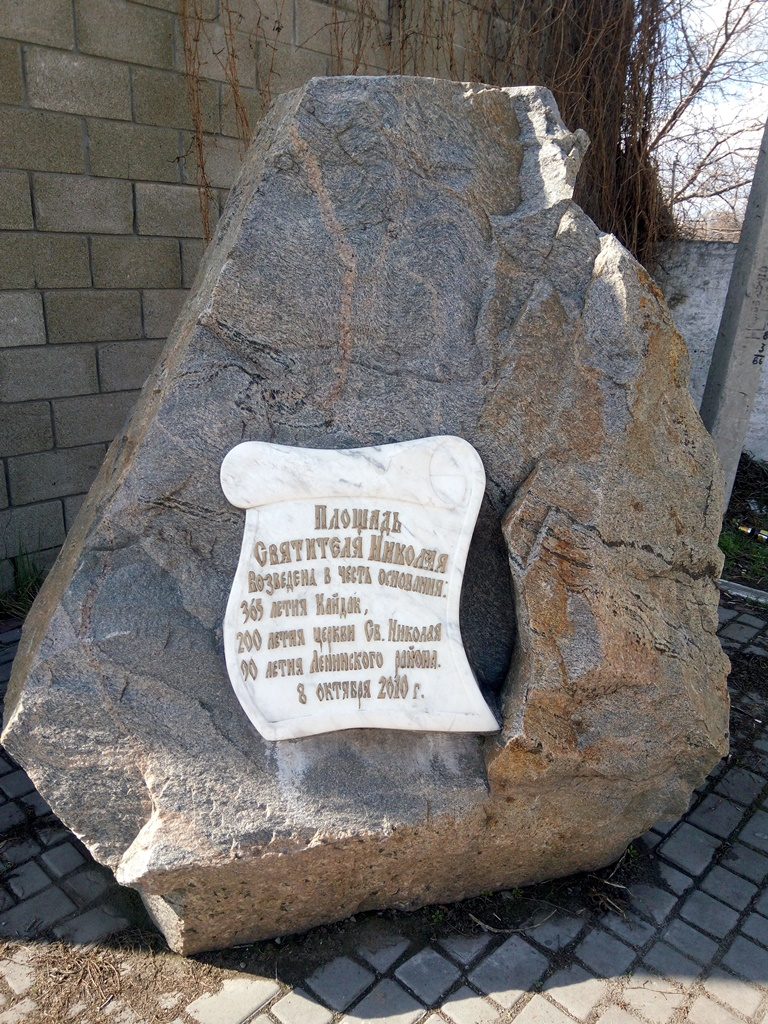
Пам'ятний знак на честь 200-річчя заснування храму на площі Святителя Миколая

У 1930-х роках у храмі перебувала ікона Божої Матері «Самарська», яка нині зберігається у Свято-Троїцькому Кафедральному соборі. В 1933 році храм був зачинений і використовувався як складське приміщення. В 1943 році відбулось його відкриття, проте лише у 1960-х роках церква змогла відновити свій статус. Є відомості щодо особистостей священнослужителів, які мали відношення до Миколаївської церкви упродовж XX століття. Серед них називають протоієрея Сергія Єгорова, Володимира Медведя, Ананія Корнійчука, Андрія Панського, Володимира Зайця та Павла Крамаренка. Восени 1993 року настоятелем став протоієрей Сергій Капов. Святинями храму вважаються мощі архієпископа Феодосія, святих Оптинських отців та Лаврентія Черенівських. На початку нового тисячоліття у храмі проведені реставраційні роботи: побудований двоповерховий будинок з приміщенням для хрещення. На початку 2004 року роботу розпочала недільно-приходська школа імені Серафима Саровського. В цьому ж році настоятелем храму став Анатолій Розвадовський. У 2010 році було відзначено 200 років з дня побудови церкви. Проведення деяких реставраційних робіт було приурочене спеціально до цієї події. З'явились нові куполи з золотими хрестами, загальний вигляд храму був поновлений.

## Архітектура
Для побудови церкви була використана цегла. Архітектурний стиль — класицизм
. Після побудови церква була оштукатурена. Будівля має хрестоподібний план побудови, її західна частина сильно витягнута з напівкруглою апсидою. Споруду доповнюють невеликі квадратні прибудови. Північний та південний фасади містять портики, які мають чотири колонки. На головному вході зроблений акцент доричним портиком з двома колонами. Двоярусна восьмигранна дзвіниця міститься над західним притвором. Церковні хрести було демонтовано. В інтер'єрі храму збережені розписи, що були створені у XX столітті.